# 강경호 (격투기 선수)
강경호(1987년 9월 9일 ~ )는 대한민국의 종합격투기 선수다. 로드 FC 밴텀급 챔피언을 거쳐, 현재 UFC 밴텀급에서 활동하고 있다.

## 종합격투기 경력
스피릿 MC, 영웅방, DEEP, 센고쿠 라이덴 챔피언십, 로드 FC 등에서 활동했고 2012년 제1대 로드FC 밴텀급 챔피언에 등극했다. 현재는 UFC와 계약한 상태다. UFC on Fuel TV 6에서 알렉스 카세레스를 상대로 UFC 데뷔전을 치를 예정이었으나 스파링 도중 오른발 중지가 골절되어 무산되었다.

## 방송
- 《추블리네가 떴다》 (2017년, SBS)